# Сент-Арай (Верхняя Гаронна)
Сент-Ара́й (фр. Saint-Araille, окс. Senta Aralha) — коммуна во Франции, находится в регионе Юг — Пиренеи. Департамент — Верхняя Гаронна. Входит в состав кантона Ле-Фусре. Округ коммуны — Мюре.
Код INSEE коммуны — 31469.

## География
Коммуна расположена приблизительно в 620 км к югу от Парижа, в 50 км к юго-западу от Тулузы.
На юге коммуны протекает река Туш.

## Климат
Климат умеренно-океанический. Зима мягкая и снежная, весна характеризуется сильными дождями и грозами, лето сухое и жаркое, осень солнечная. Преобладают сильные юго-восточные и северо-западные ветры.

## Население
Население коммуны на 2010 год составляло 138 человек.
| 1962 | 1968 | 1975 | 1982 | 1990 | 1999 | 2010 |
| ---- | ---- | ---- | ---- | ---- | ---- | ---- |
| 143  | 123  | 128  | 141  | 128  | 125  | 138  |

## Экономика
В 2010 году среди 89 человек трудоспособного возраста (15—64 лет) 70 были экономически активными, 19 — неактивными (показатель активности — 78,7 %, в 1999 году было 82,4 %). Из 70 активных жителей работали 64 человека (35 мужчин и 29 женщин), безработных было 6 (5 мужчин и 1 женщина). Среди 19 неактивных 9 человек были учениками или студентами, 6 — пенсионерами, 4 были неактивными по другим причинам.